# Dick's Picks Volume 16
Dick's Picks Volume 16 je koncertní trojalbum americké rockové skupiny Grateful Dead, nahrané 8. listopadu 1969 v San Franciscu v Kalifornii a vydané v roce 2000. Jedná se o šestnáctou část série Dick's Picks.

## Seznam skladeb
| Disk 1 | Disk 1                         | Disk 1               | Disk 1 |
| Pořadí | Název                          | Autor                | Délka  |
| ------ | ------------------------------ | -------------------- | ------ |
| 1.     | Good Morning Little Schoolgirl | Williamson           | 13:33  |
| 2.     | Casey Jones                    | Garcia, Hunter       | 4:51   |
| 3.     | Dire Wolf                      | Garcia, Hunter       | 8:24   |
| 4.     | Easy Wind                      | Hunter               | 9:02   |
| 5.     | China Cat Sunflower            | Garcia, Hunter       | 3:45   |
| 6.     | I Know You Rider               | traditional          | 5:40   |
| 7.     | High Time                      | Garcia, Hunter       | 7:48   |
| 8.     | Mama Tried                     | Haggard              | 3:10   |
| 9.     | Good Lovin’                    | Clark, Resnick       | 9:17   |
| 10.    | Cumberland Blues               | Garcia, Hunter, Lesh | 4:19   |

| Disk 2 | Disk 2                | Disk 2                | Disk 2 |
| Pořadí | Název                 | Autor                 | Délka  |
| ------ | --------------------- | --------------------- | ------ |
| 1.     | Dark Star             | Grateful Dead, Hunter | 14:09  |
| 2.     | The Other One         | Kreutzmann, Weir      | 12:02  |
| 3.     | Dark Star             | Grateful Dead, Hunter | 1:00   |
| 4.     | Uncle John's Band Jam | Garcia, Hunter        | 2:33   |
| 5.     | Dark Star             | Grateful Dead, Hunter | 3:05   |
| 6.     | St. Stephen           | Garcia, Hunter, Lesh  | 7:44   |
| 7.     | The Eleven            | Hunter, Lesh          | 14:01  |

| Disk 3 | Disk 3                          | Disk 3                         | Disk 3 |
| Pořadí | Název                           | Autor                          | Délka  |
| ------ | ------------------------------- | ------------------------------ | ------ |
| 1.     | Caution (Do Not Stop on Tracks) | Garcia, Kreutzmann, Lesh, Weir | 17:28  |
| 2.     | The Main Ten                    | Hart                           | 3:10   |
| 3.     | Caution (Do Not Stop on Tracks) | Garcia, Kreutzmann, Lesh, Weir | 9:02   |
| 4.     | Feedback                        | Grateful Dead                  | 7:57   |
| 5.     | We Bid You Goodnight            | traditional                    | 3:28   |
| 6.     | Turn on Your Love Light         | Malone, Scott                  | 25:29  |

## Sestava
- Jerry Garcia - sólová kytara, zpěv
- Bob Weir - rytmická kytara, zpěv
- Ron "Pigpen" McKernan - harmonika, perkuse, zpěv
- Phil Lesh - baskytara, zpěv
- Tom Constanten - klávesy
- Mickey Hart - bicí
- Bill Kreutzmann - bicí